# Zanine Caldas
José Zanine Caldas (Belmonte (BA), 25 de abril de 1919 — Vitória (ES), 20 de dezembro de 2001) foi um paisagista, maquetista, escultor, moveleiro e arquiteto autodidata, além de também atuar como professor no Brasil e no exterior. Por seu talento incomum foi reconhecido como Mestre da Madeira. Seu trabalho promoveu a integração do artesanato tradicional brasileiro e do modernismo de forma singular.

## Biografia
Zanine nasceu em Belmonte, sul da Bahia, e desde criança era apaixonado por obras e serrarias. Filho de um médico, com 13 anos ele começou a fazer presépios de Natal para os vizinhos usando caixas de seringa do pai, feitas de papelão. Mais tarde, tomou aulas de desenho com um professor particular e, aos dezoito anos, foi para São Paulo, trabalhar como desenhista numa construtora.
Dois anos depois abriu firma própria no Rio de Janeiro para construção de maquetes. Da oficina de Zanine saíam os protótipos de projetos assinados por nomes como Lúcio Costa, Oswaldo Arthur Bratke e Oscar Niemeyer.
Em 1948, em São José dos Campos (SP), uma sociedade entre Zanine, Sebastião Henrique da Cunha Pontes, Paulo Mello, gerou a "Zanine, Pontes e Cia. Ltda", mais conhecida como "Móveis Artísticos Z", que produziu móveis por 12 anos para a classe média. O desenho dos móveis com forte influência modernista foi assinado por Zanine até sair da sociedade em meados dos anos 50.
Nos anos 60, a convite de Darcy Ribeiro, integrou o corpo docente da Universidade de Brasília (UnB), mesmo sem diploma, como professor de maquete. Como criador empenhado em integrar seus projetos à topografia natural dos terrenos — nunca aterrou ou alterou solos para receber suas casas —, apostou no cerrado do Planalto Central como palco de projetos paisagísticos. Com o golpe militar de 1964 perdeu o cargo, tendo sido reintegrado apenas em 1987, sem voltar a dar aulas.
Perseguido, Zanine chegou a se asilar na embaixada da Iugoslávia, mas no último momento decidiu não viajar para aquele país. Reapareceu ao final dos anos 60. Estabeleceu-se no Rio de Janeiro onde construiu dezenas de casas no bairro de Joatinga, um local de geografia privilegiada, situado entre São Conrado e a Barra da Tijuca. Realizou alì uma arquitetura ao mesmo tempo colonial e moderna, cuja escolha de material privilegiava a preservação do meio ambiente e enfatizava o conceito de autoconstrução.
Nos anos 80, ao  estabelecer uma oficina para antigos canoeiros em Nova Viçosa, em sua comunidade “proto-ecológica”, reassume sua ligação com as técnicas caboclas e reinterpreta as tradições artesanais regionais. À época Zanine sonhava em transformar Nova Viçosa em uma capital cultural e a sua utopia chegou a reunir nomes como os de Chico Buarque, Oscar Niemeyer e Dorival Caymmi. Lá ajudou a construir a residência do artista Franz Krajcberg.
Em 1980, fundou o Centro de Desenvolvimento das Aplicações da Madeira (DAM), uo Rio de Janeiro ,um núcleo de estímulo à pesquisa sobre o uso das madeiras brasileiras na construção civil. Seu principal objetivo era evitar a crescente destruição das florestas no país.
Durante muitos anos, Zanine foi o centro de uma polêmica que tentou impedi-lo de construir por não ser um profissional diplomado. Chegou a ser impedido pelo Conselho Regional de Engenharia, Arquitetura e Agronomia (CREA) de levar adiante a construção de alguns projetos. No entanto, pelo domínio da técnica e materiais Zanine acabou sendo reconhecido como arquiteto honoris causa. Lúcio Costa foi um dos defensores do título, causando polêmica no meio. Em 1991 Lúcio Costa teve a honra de entregar-lhe o título de arquiteto honorário, atribuído pelo IAB (Instituto de Arquitetos do Brasil).
No final da década de 80, seu trabalho foi exposto no Museu do Louvre, em Paris, trazendo-lhe o reconhecimento internacional. No mesmo período, deu aulas na escola de arquitetura de Grenoble.
Zanine morreu de enfarte,aos 82 anos. Já vinha sofrendo de hidrocefalia e apresentava diversas dificuldades de comunicação e raciocínio. 
Casado por seis vezes, deixou seis filhos, no seu primeiro casamento ele teve o primeiro filho Euclides Zanine Caldas Neto que aos 11 anos de idade começou a trabalhar com meu pai profissionalmente. Na época ele trabalhava na execução das maquetes e miniaturas de móveis. 
Com o tempo, Zanine Caldas ficou conhecido por seu trabalho e começou a ensinar maquetes em universidades.
Mais tarde, junto com Euclides Zanine Caldas Neto  começou a projetar e construir casas em um estilo próprio, com estruturas de madeira. Nessa época, começaram a produzir móveis maciços com as sobras das de toras que caiam na estrada.
Os móveis eram feitos à mão, com ferramentas simples como machado, formão e enxó. Alguns deles eram carimbados com a marca Zanine, usando ferro quente. Com o tempo, as casas ganharam mais impulso e os móveis foram perdendo força. 
As toras mais grossas, necessárias para a produção dos móveis, tornaram-se mais difíceis de encontrar, o que dificultou a produção. Com o declínio da produção dos móveis, em conjunto com o auge da produção das casas, alguns móveis foram entregues sem o carimbo da marca, revelando assim o fim da produção dos móveis Zanine no início dos anos 80.
Exemplo de talento e paixão podem ser transmitidos de geração em geração. Seu primeiro filho levou o legado do meu pai, José Zanine Caldas, um dos maiores arquitetos e designers do Brasil.
Além de Euclides Zanine Caldas Neto outros filhos seguiram caminhos como o arquiteto José Zanine Caldas Filho, o designer Zanini de Zanine Caldas , que em seus desenhos tem como inspiração os projetos do pai, também ganhando notoriedade por móveis.

## Principais obras
- 1971 - Ateliê do artista Franz Krajcberg, Nova Viçosa (Bahia)